# Mitzi Kremer
Mitzi Patricia Kremer (18 marzo 1968) è un'ex nuotatrice statunitense.
Specializzata nello stile libero, ha vinto la medaglia di bronzo nella staffetta 4x100 m sl alle Olimpiadi di Seoul 1988.

## Palmarès
- Giochi olimpici

1988 - Seul: bronzo nella staffetta 4x100 m sl.
- Giochi PanPacifici

1987 - Brisbane: oro nei 200 m sl.
1989 - Tokyo: argento nei 200 m sl.